# 広島・岡山独居老人強盗殺人事件
広島・岡山独居老人強盗殺人事件（ひろしま・おかやまどっきょろうじんごうとうさつじんじけん）とは、2003年（平成15年）9月に広島県比婆郡東城町（現：庄原市）で一人暮らしの女性が、2004年（平成16年）12月に岡山県井原市で一人暮らしの蕎麦屋店主男性が殺害された事件。
この事件の犯人は2003年の事件の段階で72歳で、73歳で逮捕され、裁判により2011年（平成23年）に死刑が確定した時には79歳になっていた。79歳での死刑確定は戦後最高齢という。

## 事件の概要
2003年（平成15年）9月28日、広島県福山市出身の無職のK（当時72歳）は、広島県東城町に住む一人暮らしで裕福なお年寄りがいるとの情報を聞きつけ家を探したが、名前を忘れたため勘違いをして女性Aが一人暮らししている家に侵入した。部屋を物色中、Aに目撃されたため首を両手で絞殺して逃走した。広島県警は当時Kを二度にわたって事情聴取したが、自供を得られず、証拠も無かったため立件を見送った。
2004年（平成16年）12月10日、Kは岡山県井原市の蕎麦店主の男性Bをバールで殴って撲殺し、現金5万円などを奪って逃走した。その4日後の12月14日、Kは広島市内で無免許運転の現行犯で逮捕された。その後の警察の取調べで、岡山の殺害事件を自供したため、12月24日、岡山県警察はKを強盗殺人容疑で再逮捕した。
2005年（平成17年）1月15日、岡山地検はKを岡山の殺害事件に対する強盗殺人罪などで起訴した。
2005年（平成17年）2月2日、広島の殺害事件も自供したため、広島県警察はKを強盗殺人容疑で再逮捕した。
2005年（平成17年）2月23日、広島地検はKを広島の殺害事件に対する強盗殺人罪などで起訴した。

## 裁判

### 一審・岡山地裁
2005年（平成17年）4月18日、岡山地裁（松野勉裁判長）で岡山の殺害事件に対する初公判が開かれ、Kは起訴事実を認めた。冒頭陳述で検察側は「東城町の事件で昨年5月に広島県警に重要参考人として取り調べて以来、逮捕を恐れて車で放浪生活を始めた」とKが岡山の殺害事件に関して犯行に至る経緯を述べた。なお、広島の殺害事件は岡山地裁で併合審理されることが決まった。
2005年（平成17年）6月10日、岡山地裁（松野勉裁判長）で広島の殺害事件に対する初公判が開かれ、Kは起訴事実を認めた。冒頭陳述で検察側は「被告人の妻が数十万円で購入した健康器具の支払いなどに充てるため、金銭を盗むことにした」とKが広島の殺害事件に関して犯行に至る経緯を述べた。
Kはその後の公判で広島の殺害事件に関して「脅して金を借りようと思っただけで、殺すつもりはなかった」と主張を変えて殺意を否定した。
2006年（平成18年）1月24日、論告求刑公判が開かれ、検察側はKに死刑を求刑した。論告で検察側は広島の殺害事件について「首を絞めた後、ビニールひもで縛り、布団をかけて発見されるのを防いだ」として殺意を指摘した。岡山の殺害事件についても犯行後にもバールなどを購入していたことを挙げて「人命軽視の傾向が見られ、第3、第4の事件が起きていたかもしれない」と再犯の可能性を示した。さらに「犯罪史上まれに見る凶悪事件」と犯行の残忍性を指摘した。
2006年（平成18年）3月24日、岡山地裁（松野勉裁判長）で判決公判が開かれ、求刑・死刑に対し無期懲役の判決を言い渡した。判決では岡山の殺害事件に関しては強盗殺人罪の成立を認めた。しかし、広島の殺害事件については「凶器を用意していないなど、殺意は認められない」として強盗致死罪と認定した。岡山地検は「一審判決は極めて不当で遺憾な判決であり、控訴して、正当な判決を求める」として量刑不当を理由に控訴した。

### 控訴審・広島高裁岡山支部
2008年（平成20年）2月27日、広島高裁岡山支部（小川正明裁判長）で控訴審判決公判が開かれ、一審・岡山地裁の無期懲役判決を破棄して検察の求刑通り死刑判決を言い渡した。控訴審においては、広島の殺害事件について、Kの証言について「被告は自己に有利なように供述を変遷させており、一審での供述は信用性に欠ける」と指摘。その上で「捜査段階の供述や被害者の傷の鑑定結果などから確定的な殺意があったことは明白」として強盗致死罪とした一審の判決を破棄し、岡山の殺害事件と併せて強盗殺人罪と認定した。その上で量刑に関しては「一人暮らしのお年寄りが惨殺された凶悪な事件。何ら落ち度のない二人の命を奪った結果は重大。身勝手な犯行で反社会性は甚だしく、極刑をもって臨むしかない」として死刑が相当と結論付けた。Kは判決を不服として上告した。

### 上告審・最高裁
2011年（平成23年）3月24日、最高裁第一小法廷（桜井龍子裁判長）は弁護側の上告を棄却した。この判決によりKの死刑が確定した。
判決理由では「動機に酌量すべき点はなく、人命軽視の態度は強い非難に値する。犯行態様も執拗、残虐で、落ち度のない２人の命を奪った結果は誠に重大だ」と指摘、「高齢で、反省や謝罪の態度を示している点などを考慮しても、死刑はやむを得ない」と述べた。

## その後
- Kは広島拘置所に収監されていたが、上告中の2008年10月、アルツハイマー病と診断され、死刑確定後には嚥下性肺炎などを併発した[16]。再審請求手続きの弁護人に選任された弁護士が準備し再審請求を行っていたが、本人は認知症が進行していた。2016年1月14日、意識不明の重体となり、治療のため拘置所外の病院に入院したが、同年2月14日、アルツハイマー病に伴う摂食障害と老衰のため病院にて死亡した。84歳没[16][17][18]。
- Kの生前の2012年6月・同年9月の2回、再審請求手続きの弁護人に選任された弁護士らが再審準備の手続きと打ち合わせのため広島拘置所でKに面会した際、拘置所職員が立ち会ったため、2013年6月21日、弁護人らは秘密交通権の侵害にあたるとして、国を相手取り計360万円の損害賠償を求める訴訟を岡山地裁に起こしている[19]。弁護人らは接見に職員が立ち会わないよう広島拘置所に要請したが、広島拘置所は「拘置所長の判断」として認めず、接見時間も30分に制限され、立ち会った拘置所職員にメモを取られるなどしたという[19]。しかしKは当時既に認知症が進行していたため、2015年8月、岡山地裁は「拘置所職員が立ち会ってKの心情の安定を把握する必要性が高かった」との理由から原告側の訴えを退けた。原告側は控訴している。